# Nowe dobro to zło
Nowe dobro to zło – pierwszy studyjny album polskiego rapera o pseudonimie artystycznym Hades. Został wydany w październiku 2011 roku nakładem wytwórni Prosto. W całości za produkcję odpowiadał Galus. Skrecze dograł DJ Kebs. Gościnnie wystąpili między innymi W.E.N.A., VNM i Diox.
Wersja ekskluzywna zawierała drugą płytę, na której znajdowało się 9 utworów nagranych wspólnie z RH-.

## Lista utworów
Źródło.
1. "Intro"
2. "Duma"
3. "Słowa"
4. "Nigdy"
5. "Na ulicy"
6. "Kurz"
7. "Zimna krew" (gościnnie Kasiarzyna)
8. "Brudny funk"
9. "Zostaw to"
10. "Zło konieczne (We Make The World)"
11. "Wszyscy święci" (gościnnie W.E.N.A., VNM, Diox)
12. "Nowe dobro to zło"
13. "Nie zasługujesz"
14. "Jak za dawnych lat"
15. "Dwie dłonie (Czas)"
16. "Trzeba oszczędzać" (gościnnie Rak)
17. "Oddaj"
18. "Kosmos to rytm"
19. "Zmiany"
20. "Outro"
21. "Nie ma rzeczy"
22. "Bardziej niewiarygodniej"
23. "Od rzeczywistości"